# Marcin Skrzynecki
Marcin Ryszard Skrzynecki (ur. 12 lipca 1986 w  Warszawie) – polski tenisista stołowy, mistrz paraolimpijski, mistrz świata oraz mistrz Europy w grze drużynowej (kl. 6-8) z Piotrem Grudniem, a także wicemistrz świata i mistrz Europy w grze indywidualnej (kl. 8).
Pierwszy międzynarodowy sukces odniósł na mistrzostwach Europy w Genui (2009), gdzie wywalczył dwa złote medale – pierwszy indywidualnie oraz drugi w drużynie. W 2010 na mistrzostwach świata w Kwangju stanął na najwyższym stopniu podium w grze drużynowej oraz zdobył tytuł wicemistrzowski indywidualnie. Na igrzyskach paraolimpijskich w Londynie (2012) zdobył złoty medal w grze drużynowej (kl. 6-8) z Grudniem, a w grze indywidualnej (kl. 8) dotarł do ćwierćfinału.
Zawodnik polskiego klubu tenisa stołowego Start Zielona Góra; klub bierze udział w rozgrywkach Ekstraligi.
W 2012 rozpocznie studia na Uniwersytecie Zielonogórskim. Będzie pierwszą osobą niepełnosprawną w historii uczelni, która podejmie studia wychowania fizycznego.
Odznaczony dwukrotnie Złotym Krzyżem Zasługi.